# Cerro El Cobre
El cerro El Cobre (7°25′08″N 72°20′33″O / 7.4188, -72.3424) es un pico de montaña ubicado en el parque nacional El Tamá al oeste de Apure, Venezuela. Sus referencias de altura varían de 3613 m s. n. m. y 3527 haciendo que el Cerro el Cobre sea la formación de montaña más alta de Apure y una de las más altas en Venezuela. Cerro el Cobre es parte del límite sur entre Apure y Colombia.

## Ubicación
El cerro El Cobre se encuentra en un aislado punto al oeste del estado Apure, bajo la protección del Parque nacional El Tamá. Está en el Municipio Páez, en un estrecho que hacen los límites de Apure con el Estado Táchira y al sur de la ciudad de San Cristóbal. Es el extremo más norte del extenso páramo del Cobre que se extiende hasta el sur por Colombia. Los poblados de Las Copas y Vega Santiago están a poca distancia al norte.

## Atractivos
El cerro de Cobre tiene cercana asociación al parque nacional El Tamá, así como del páramo andino que lo rodea. Eso hace que el lugar sea propicio para la observación de flora y fauna, senderismo, excursionismo y escaladas de la montaña con ocasionales acampadas por personas y grupos más diestros. La región no está aún acondicionada con zonas de descanso ni señalización de las rutas más allá de la región conocida como San Vicente de la Revancha.